# 重庆中央公园
重庆中央公园是一处位于重庆市两江新区悦来组团的城市公园，是重庆主城区主要的平地绿地之一，大致介於重庆江北国际机场与重庆国际博览中心的正中间。
重庆中央公园片区计划打造为重庆首个“无违片区”。

## 历史
重庆中央公园于2011年5月启动项目，2011年6月正启动建设，总投资约46亿元，于2013年1月对外开放，是中国较大的城市公园之一，建成时是中国西部最大的开放式城市公园。

## 地理位置与布局
重庆中央公园南部位于重庆市渝北区翠云街道，北部主要位于渝北区仙桃街道，东北角位于渝北区双龙湖街道。西距重庆国际博览中心3公里，东距重庆江北国际机场5公里。重庆中央公园周边主要为多个居住小区，公共设施有重庆市人民检察院、渝北区人民医院、重庆日报报业集团、重庆八中渝北校区等，规划建设有中央公园天街商圈。
重庆中央公园大体为南北长条形展开，总面积1.53平方公里，南北长约2400米，东西最宽处约770米，最窄处约600米，南北两端稍宽，中间稍窄且位置稍靠东，总体呈脚印性。同茂大道、兰桂大道等道路分别从公园北部、中部东西穿越。重庆中央公园东侧共设有8个出入口，西侧共设有9个出入口，北侧共设有4个出入口，南侧设有一个主入口。
重庆中央公园北区为占地30公顷的中央广场，广场内有一个占地面积2.4万平方米的音乐喷泉，中央广场以南是一条名为节庆大道的长600米、宽20米的缓坡大道，上跨同茂大道，大道两侧为山茶园、樱花园、桂花园等各种园艺景观，大道终点为位于重庆中央公园中部的欢乐广场，再往南为面积约200亩的阳光大草坪，通过混播草种保证四季常绿。重庆中央公园南部为占地53公顷的生态休闲区，围绕人工湖镜湖，还有乡土植物园、自然风景园、园艺花园、湿地花港等多处景观。重庆中央公园内还有多处园林景观、游乐设施、体育设施。

## 交通
重庆中央公园在东、西、南三个方向设有2800个地下停车位，公交车站也位于地下。公园内设有健身步道、自行车道，也开行电瓶车代步。
重庆轨道交通10号线沿贯穿重庆中央公园北侧的同茂大道地下铺设，已于2017年12月28日开通。在公园内中央广场地下设有中央公园站，另在公园东侧约400米处设有中央公园东站、西侧约700米设有中央公园西站。重庆轨道交通9号线在重庆中央公园东侧设有春华大道站、兰桂大道、中央公园东（与10号线换乘）站重庆轨道交通5号线在重庆中央公园西侧设有甘悦大道站、鲁家沟、中央公园西（与10号线换乘）站。
根据2019年公示的《重庆市主城区轨道交通线网规划（2019-2035年）环境影响报告书征求意见稿》，在远景规划中还有11号线（快线）、12号线、22号线规划途径重庆中央公园或周边地区，其中11号线走向与10号线基本相同、均沿贯穿重庆中央公园北部的同茂大道，12号线穿越重庆中央公园的东南部，22号线则经过重庆中央公园以南地区。
重慶中央公園周围，分別為：
- 重庆轨道交通
  - 中央公园东站:9、10号线
  - 中央公园站:10号线
  - 中央公园西站:5、10号线